# Боз-Кує
Боз-Кує (перс. بزكويه) — село в Ірані, у дегестані Бі-Балан, у бахші Келачай, шагрестані Рудсар остану Ґілян. За даними перепису 2006 року, його населення становило 98 осіб, що проживали у складі 36 сімей.

## Клімат
Середня річна температура становить 13,89 °C, середня максимальна – 27,72 °C, а середня мінімальна – -0,22 °C. Середня річна кількість опадів – 892 мм.
| Клімат поселення                              | Клімат поселення | Клімат поселення | Клімат поселення | Клімат поселення | Клімат поселення | Клімат поселення | Клімат поселення | Клімат поселення | Клімат поселення | Клімат поселення | Клімат поселення | Клімат поселення | Клімат поселення |
| Показник                                      | Січ.             | Лют.             | Бер.             | Квіт.            | Трав.            | Черв.            | Лип.             | Серп.            | Вер.             | Жовт.            | Лист.            | Груд.            |                  |
| Середній максимум, °C                         | 10,76            | 10,03            | 11,29            | 16,56            | 21,11            | 25,90            | 27,72            | 27,52            | 23,54            | 20,24            | 15,68            | 11,49            |                  |
| Середня температура, °C                       | 5,63             | 4,91             | 6,16             | 11,44            | 15,98            | 20,80            | 23,65            | 23,45            | 19,47            | 16,17            | 11,62            | 7,41             |                  |
| Середній мінімум, °C                          | 0,52             | −0,22            | 1,05             | 6,31             | 10,85            | 15,66            | 19,58            | 19,39            | 15,41            | 12,10            | 7,54             | 3,35             |                  |
| Норма опадів, мм                              | 72               | 67               | 78               | 50               | 48               | 33               | 28               | 41               | 96               | 165              | 118              | 96               |                  |
| Середньомісячна швидкість вітру, м/с          | 2.25             | 2.50             | 2.59             | 2.47             | 2.36             | 2.22             | 2.23             | 2.17             | 2.09             | 2.02             | 2.11             | 2.09             |                  |
| Середньомісячна сонячна радіація, кДж/м²·день | 7408             | 9453             | 11562            | 15475            | 19176            | 20585            | 21247            | 18198            | 14738            | 10815            | 8865             | 7009             |                  |
| --------------------------------------------- | ---------------- | ---------------- | ---------------- | ---------------- | ---------------- | ---------------- | ---------------- | ---------------- | ---------------- | ---------------- | ---------------- | ---------------- | ---------------- |
| Джерело:                                      |                  |                  |                  |                  |                  |                  |                  |                  |                  |                  |                  |                  |                  |